# Haris Epaminonda
Haris Epaminonda (* 1980 in Nikosia) ist eine zyprische Fotografin, Videokünstlerin und Multimediakünstlerin, die in Berlin lebt und arbeitet.

## Leben und Werk
Haris Epaminonda studierte am Royal College of Art und der Kingston University in London und machte den Abschluss 2003. 2001 begegnete sie Daniel Gustav Cramer (* 1975). Am Gemeinschaftsprojekt Infinite Library arbeiten Epaminonda und Cramer seit 2007. Sie haben mehrfach zusammen ausgestellt, u. a. 2012 in der Kunsthalle Lissabon und auf der dOCUMENTA (13) in Kassel.
Haris Epaminondas Werk umfasst Collagen, Skulpturengruppen, Filme und Fotografien. Anfänglich verarbeitete Epaminondas vorwiegend fotografische Abbildungen aus französischen Illustrierten und Büchern der 1940er bis 1960er Jahre. Ab 2005 entstanden vorwiegend schwarz-weiße Collagen aus Abbildungen von Personen und Architektur. 2007 konzentriert sie sich auf Farbabbildungen und farbiges Papier. Eigenwillige Bildkompositionen entstehen durch das Fotografieren des gefundenen Fotomaterials, wie etwa in der Polaroid-Serie (2008–2009). Epaminonda macht Filme, mit einer Super8 Kamera, die anschließend digital geschnitten werden. So entstehen Filmloops unterschiedlicher Länge. 
Heute stehen im Zentrum ihrer Arbeiten begehbare Collagen, vielschichtige Rauminstallationen, die sich aus der Kombination von Bildern, Filmen, Fotografien, Skulpturen und vorgefundenen Gegenständen ergeben. Die Rauminstallationen schaffen dem Besucher eine Orientierung, können aber auch zu einem Wegelabyrinth werden, welches die Zuschauer auf einen bestimmten Weg festlegt.

## Ausstellungen (Auswahl)

### Einzelausstellungen
- 2023: Haris Epaminonda, VOL. XXIX, 8. Juli 2023 – 14. Januar 2024[4]
- 2013: Haris Epaminonda-Chapters Modern Art Oxford, Oxford
- 2012: Haris Epaminonda & Daniel Gustav: The Infinite Library (Daniel Gustav Cramer & Haris Epaminonda) Badischer Kunstverein, Karlsruhe
- 2011: Haris Epaminonda Schirn Kunsthalle Frankfurt, Frankfurt am Main[5]
- 2010: Level 2 Gallery: Haris Epaminonda, VOL. VI Tate Modern, London

### Gruppenausstellungen
- 2014: Conceptual and Applied III: Surfaces and Pattern Daimler Contemporary, Berlin
- 2013: Preis Der Nationalgalerie Für Junge Kunst 2 Hamburger Bahnhof – Museum für Gegenwart, Berlin
- 2012: dOCUMENTA (13), Kassel
- 2011: Geld ist nicht alles!–Jahresgaben 2011/12 Kunstverein in Hamburg, Hamburg
- 2011: Projects 96: Haris Epaminonda Museum of Modern Art, New York[6]
- 2010: Skin Fruit: Selections from the Dakis Joannou Collection New Museum of Contemporary Art, New York City, NY
- 2010: Amor Parvi oder Die Liebe zum Kleinen Kunstverein Langenhagen, Langenhagen
- 2009: Sounds And Vision Tel Aviv Museum of Art, Tel Aviv
- 2008: 5. Berlin Biennale, Berlin
- 2007: 52. Biennale di Venezia, Venedig
- 2005: Fresh!–An Exhibition of French Video Art Macau Museum of Art, Macau

## Auszeichnungen
- 2013: Preis der Nationalgalerie für junge Kunst, (Nominierung)